# デリーの戦い (1757年)
デリーの戦い（デリーのたたかい、英語：Battle of Delhi）は、1757年8月11日から8月30日までインドのデリーにおいて、マラーター王国とアフガン勢力のローヒラー族の間で行われた戦闘。

## 戦闘に至る経緯
1756年12月、アフガン王アフマド・シャー・ドゥッラーニーはマラーターに敵対するムガル帝国の宮廷内勢力の要請を受け、その領土に向けて遠征した。1757年1月にアフマド・シャーはその首都デリーを占領し、2月には略奪と殺戮を行い、マトゥラーやヴリンダーヴァンでも行った。4月に彼は撤退し（その帰途、シク教徒の聖地であるアムリトサルの黄金寺院を破壊した）、皇帝アーラムギール2世は帝位を保ったが、ローヒラー族のナジーブ・ハーンが宮廷の実権を握った。
このアフガン軍の行動に対し、マラーター王国宰相バーラージー・バージー・ラーオはすぐに弟ラグナート・ラーオをデリーに送った。また、その過程でホールカル家の当主マルハール・ラーオ・ホールカルとも合流し、その数は100,000人に上った。
同年7月末、マラーター軍はデリーへ到着し、デリー城の反対側、ジャムナー川の川岸に陣を張った。ラグナート・ラーオ率いるマラーターの主力軍はカルナールとアンバーラーに近い、デリーからおよそ30キロ離れた離れた地域に布陣した。
一方、ナジーブ・ハーンは武将クトゥブ・シャーとムッラー・アマーン・ハーンとともにデリー城に籠城し、マラーターがデリーに侵入しないように警戒していた。

## 戦闘とナジーブ・ハーンの追放

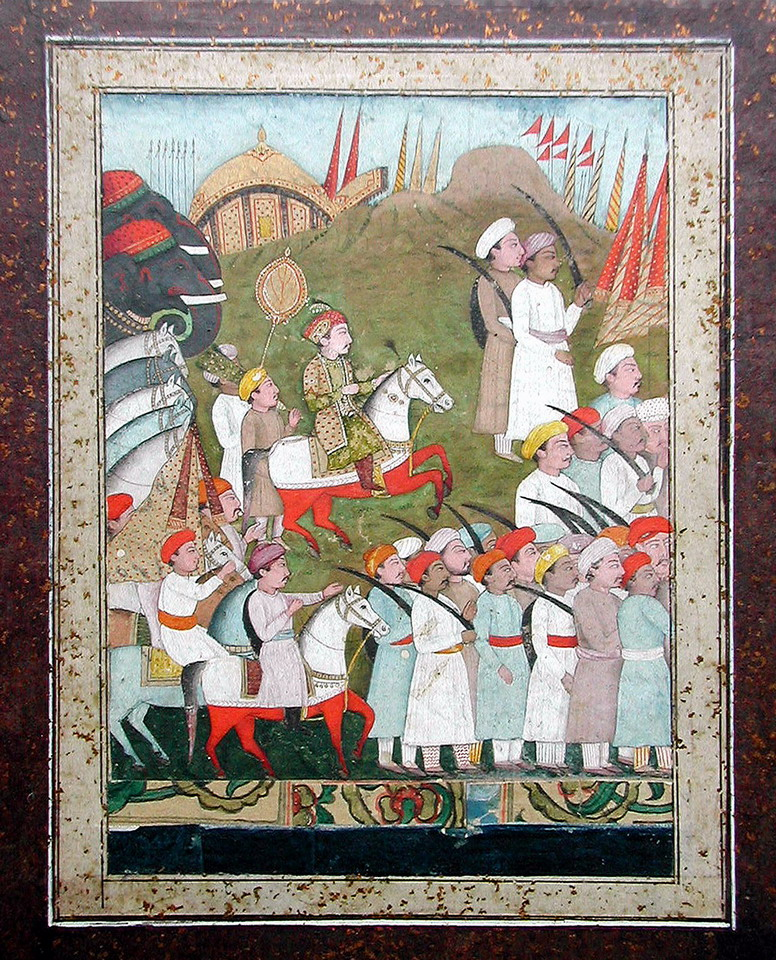
アフマド・ハーン・バンガシュ

8月10日、マラーター軍30,000人はデリー郊外に侵入、翌11日にローヒラー軍との間で戦闘が起きた。マラーター軍には帝国の宰相 ガーズィー・ウッディーン・ハーンとアフマド・ハーン・バンガシュが加わった。これに対し、ナジーブ・ハーンは精鋭の歩兵2,500人をクトゥブ・シャーとムッラー・アマーン・ハーンに預け、自身は5000人と砲兵を率いてこれを迎撃した。
戦いは2週間ほど続き、ナジーブ・ハーンはその結果マラーター軍に講和を申し入れた。
ラグナート・ラーオはナジーブ・ハーンに保釈の代償として500万ルピーを払うように命じたが、ナジーブ・ハーンはこれを拒否、50万ルピーで了承させた。また、同時にデリーへ決して帰還しないこと、マラーターの城塞を決して奪取しないことを約束させられた。その後、ラグナート・ラーオ、マルハール・ラーオ、ガーズィー・ウッディーン・ハーンは会議したのち、ナジーブ・ハーンを釈放、デリーから追放することにし、交渉が締結された。
8月30日、ラグナート・ラーオは全軍にすべての戦闘を終結するよう命じた。

## 戦闘後の経過
マラーターは今やデリーの支配者となり、アーラムギール2世をも保護下に置いた。ラグナート・ラーオはアンタージー・マンケーシュワルにデリーを任せ、マルハール・ラーオとともにガンガー・ドアーブ地方を制圧した。
1758年3月、ラグナート・ラーオはパンジャーブのラホールへと兵を進め、シク教徒の援助も得て、4月20日にラホールを奪い（ラホールの戦い）、アフマド・シャーの息子ティムール・ミールザーを追い払った。同月28日にはアトックを（アトックの戦い）、さらに5月8日にはペシャーワルを占領した（ペシャーワルの戦い）。これがマラーターのインド北西部征服である。
そして、マラーター軍がパンジャーブ一帯を占領したのち、同月にラグナート・ラーオはラホールからプネーへと帰還した。だが、このマラーターの征服活動は活動は結果として、1759年末から始まるアフマド・シャー・ドゥッラーニーの遠征に繋がり、ひいては第三次パーニーパットの戦いに繋がった。